# Parthenodes parallelalis
Parthenodes parallelalis là một loài bướm đêm trong họ Crambidae.